# Инициатива Инклюзивной Мечети
Инициатива инклюзивной мечети (ИИМ) — это низовая общественная активисткая организация, которая работает над продвижением понимания межсекторального феминистского ислама. На практике это означает, что помещения и мероприятия ИИМ организованы таким образом, чтобы быть максимально инклюзивными; в отличие от многих существующих мечетей и религиозных организаций, ИИМ не разделена по языковому, конфессиональному, политическому или этническому признаку. Организация прилагает все усилия для обеспечения доступа инвалидов на свои объекты, включая использование языка жестов в своих услугах.
Организация базируется в Лондоне и время от времени проводит мероприятия в других городах Великобритании. ИИМ — зарегистрированная благотворительная организация в Великобритании, штат правления которого «это коллектив практикующих мусульман, которые являются частью многих мусульманских общин… [они] принадлежат к разным исламским группам, включая суннитов, шиитов, суфиев, приверженцев Корана, салафитов, барелви, исламских феминисток, приверженцев традиций, секулярных, прогрессивных, неуверенных и консервативных… [их] происхождение также отражает разнообразие британского ислама, в том числе: арабское, смешанного происхождения, малазийское, центральноевропейское, южноазиатское, восточноафриканское, выходцы из белой расы, североафриканцы и персы».
Примечательно, что ИИМ была основана двумя женщинами-активистками, и женское лидерство по-прежнему занимает центральное место в идеалах организации . Хотя проблема работающей гендерной справедливости была и остается ключевым компонентом при разработке ИИМ, различия в расовой принадлежности, религиозной практике, конфессии, возрасте и активистском опыте помогли с самого начала придать концепции ИИМ множественный характер. Создание ИИМ было вызвано разочарованием их основателей положением женщин во многих британских мечетях, где часто отсутствуют женские секции и «иногда помещения для женщин очень плохие, тесные» и «совсем не способствует отправлению культа». Цель инициативы «Инклюзивной мечети» — предложить альтернативные места для отправления культа и продвигать ислам таким образом, чтобы он охватывал, в частности, маргинализированные сообщества. В 2015 году британская инициатива «Инклюзивной мечети» стала зарегистрированной благотворительной организацией.

## Религиозная деятельность ИИМ
Долгосрочной целью ИИМ является создание постоянных, углеродно-нейтральных мечетей, которые могли бы функционировать как физические центры для текущей деятельности организаций. С момента своего основания ИИМ провела более 80 групповых молитв, духовных служб, включая зикр, кружки по обсуждению Корана, а также многочисленные дискуссионные и общественные мероприятия. В течение всего года ИИМ предлагает услуги джуммы, ифтары и специальные мероприятия по случаю религиозных праздников и праздничных молитв.
В 2015 году в честь Международного женского дня в церкви Сент-Джонс в лондонском районе Ватерлоо состоялось торжественное мероприятие, на котором присутствовал известный ученый и активист доктор Вадуд.

## Финансирование
ИИМ финансируется исключительно за счет пожертвований и собственных взносов добровольцев и не получает финансирования от местных или национальных правительств.

## Исследования
В 2013 году ИИМ заказала пилотное исследование, посвященное опыту женщин в мечетях Великобритании и их стремлению к интеграции. Это исследование «показало ... о том, насколько важны мечети для мусульманских женщин и насколько страстными и эмоциональными являются люди, имеющие доступ к ним и насколько это делает их счастливыми. Самое удивительное, так это то, как непрактикующие женщины настаивали на том, что они хотели бы посещать мероприятия и получать пользу от местных мечетей, и насколько важную роль они могли бы играть в жизни каждого человека, независимо от его религиозной практики».
Помимо информации о работе ИИМ и стратегиях заинтересованных сторон, результаты этого пилотного исследования включают главу из книги в отредактированном сборнике и в качестве рецензируемой научной статьи в «Журнале современного ислама».

## ИИМ и средства массовой информации
ИИМ работает над привлечением мусульманских и немусульманских организаций к участию в своей инклюзивной деятельности и проводит различные кампании за социальную справедливость. С этой целью ИИМ сотрудничает с рядом других организаций в проведении определенных мероприятий и быстро становится альтернативным голосом мусульман в британских и международных средствах массовой информации.

## Терпимость и ненасилие
Терпимость является ключевым принципом Инициативы инклюзивной мечети, которая способствует межконфессиональному диалогу и разрешению конфликтов как во внутриконфессиональных, так и в межконфессиональных ситуациях. Это также одна из немногих британских мусульманских организаций, которая активно привлекает к своей работе и мероприятиям немусульман, хотя весь состав руководящего комитета идентифицирует себя как мусульмане.

## Феминизм
Феминизм является одним из ключевых вопросов Инициативы инклюзивной мечети, место женщин в исламе, традиционные гендерные роли в исламе и исламский феминизм также являются важными вопросами ИИМ предоставляет пространство, где семьи могут молиться вместе, и иногда ими руководят женщины. При любых обстоятельствах, независимо от мазхаба совершения намаза или кто его ведет, и нет ограничения, чтобы служители разных полов совершали намаз вместе.

## Права ЛГБТ
Инициатива инклюзивной мечети приветствует всех, кто интересуется ее деятельностью. Хотя ИИМ и не является квир-организацией, в рамках своих кампаний за социальную справедливость, ИИМ открыто заботится о правах и безопасности ЛГБТ-сообщества. ИИМ также сотрудничает с прогрессивными, освободительными течениями ислама и следует их рекомендациям и приветствует всех, независимо от пола или сексуальной идентичности.

## Иджтихад
ИИМ подчеркивает важность свободы выражения мнений в отношении исламского права и личной практики исламской духовности. Иджтихад — это переосмысление традиционных толкований шариата в свете современных представлений и научных знаний. ИИМ поощряет целостный взгляд на ислам, который учитывает арабский культурный контекст VII века и признает различия между мусульманским пониманием ислама и традициями.